# 용흥초등학교 (포항시)
용흥초등학교는 대한민국 경상북도 포항시 북구 용흥동에 있는 공립 초등학교이다.

## 학교 연혁
- 1991.2. 용흥국민학교 설립 인가
- 1992.9. 용흥국민학교 개교
- 1993.11. 시 지정 교내 자율장학 시범학교
- 1996.3. 용흥초등학교 교명 변경
- 1997.3. 병설 유치원 설립 인가
- 1999.11. 경제교육 준거학교 시범공개
- 2000.9. 유치원 시설환경 재정비(수면공사, 교실바닥, 준비실)
- 2000.10. 시 지정 과학교육 시범학교 공개
- 2001.11. 도지정 에너지교육 시범학교 공개
- 2006.6. 전 교실 냉 온풍기 설치
- 2006.10. 감실 도서관 개관
- 2007.2. 제14회 졸업(총 졸업생 1,291명)
- 2007.3. 15학급 편성(특수학급 1학급 포함)
- 2007.8. 노후 컴퓨터 47대 교체
- 2008.3. 13학급 편성(특수학급 1학급 포함)
- 2008.9. 보육교실 현대화 시설 완비
- 2008.11. 사이버 가정학습 우수학교(경상북도교육청 교육감) 장려
- 2008.12. 학교 방수 공사 및 외부 도색
- 2008.12. 과학실 현대화 시설 완비
- 2008.12. 자율수업 장학 우수학교(경상북도포항교육청 교육장) 우수
- 2010.2. 제17회 졸업(총 졸업생 1,497명)
- 2010.3. 제11대 주해성 교장 부임
- 2010.3. 13학급 편성(특수학급 1학급포함)
- 2011.2. 제18회 졸업(총 졸업생 1551명)
- 2011.3. 12학급 편성(특수학급 1학급 포함)
- 2012.2. 제19회 졸업(총 졸업생 1600명)
- 2012.3. 11학급 편성(특수학급 1학급 포함)
- 2013.2. 제20회 졸업(총 졸업생 1648명)
- 2013.3. 10학급 편성(특수학급 1학급 포함)
- 2013.3. 제12대 최일식 교장 부임
- 2014.2. 제21회 졸업(총 졸업생 1681명)
- 2014.3. 9학급편성(특수학급 1학급 포함)
- 2015.2. 제 22회 졸업(총 졸업생 1711명)
- 2015.3. 8학급편성(특수학급 1학급 포함)

## 참고 자료
- 용흥초등학교 - 한국교육학술정보원 학교알리미